# Цвях у чоботі
«Цвях у чоботі» (інші назви: «Країна в небезпеці», «Сигнал», «Цвях») — радянський німий оборонний агітаційно-пропагандистський художній фільм 1932 року на тему «Бракороби — шкідники оборони!», побудований у формі притчі.

## Сюжет
Через погані чоботи робітник не встигає передати важливе донесення під час навчальних маневрів, і команда бронепоїзда «гине» в умовній газовій атаці. Герой опиняється на лаві підсудних, але трибунал, як з'ясовується, винен сам: в його складі — команда «загиблого» бронепоїзда, в яку входять виробники взуття, що виготовили браковані чоботи.

## У ролях
- Олександр Джаліашвілі — робітник
- Сіко Палавандішвілі — червоноармієць
- Аркадій Хінтібідзе — начальник поїзду
- Акакій Хорава — прокурор

## Знімальна група
- Автор сценарію: Леонід Перельман
- Режисер: Михайло Калатозов
- Оператор: Шалва Апакідзе
- Художник: Серапіон Вацадзе